# Sorry! (televisieserie)
Sorry! is een Britse sitcom, bedacht door Ian Davidson en Peter Vincent, met Ronnie Corbett in de hoofdrol. Het programma werd voor het eerst op BBC One uitgezonden op 12 maart 1981 en eindigde, na zeven reeksen en 42 afleveringen, op 10 oktober 1988.

## Verhaal
De reeks draait rond het leven van Timothy Lumsden, een veertiger die nog bij zijn ouders in een naamloos provinciestadje in de omgeving van Oxford woont en door zijn tirannieke moeder als een klein kind behandeld wordt. Timothy wil niets liever dan op zijn eigen benen staan, maar zijn moeder dwarsboomt moedwillig al zijn pogingen om op zichzelf te gaan wonen of relaties met vrouwen te beginnen. Timothy reageert op alle treiterijen van zijn moeder met gevatte, sarcastische opmerkingen en woordspelingen, waarop zij nooit een spitsvondig antwoord heeft.

## Personages
- Timothy Lumsden (Ronnie Corbett) is een zachtmoedige bibliothecaris en aan het begin van de serie 41 jaar oud. Hij heeft een complex over zijn kleine gestalte en draagt meestal saaie, ouderwetse pakken en een dikke bril. Telkens wanneer hij een manier verzint om het huis uit te geraken, bijvoorbeeld door naar een baan in Yorkshire te solliciteren, komt zijn moeder hierachter en steekt hem stokken in de wielen, bijvoorbeeld door aanstonds mee te verhuizen. Timothy droomt geregeld, wat de serie bijwijlen een surrealistisch karakter geeft. Zijn vrijetijdsbestedingen bestaan uit zijn theatervereniging en naar de pub gaan. Later in de serie wil hij monnik in een klooster worden, omdat hij alle hoop op een partner heeft laten varen, maar hij verlaat uiteindelijk het ouderlijke huis op zijn achtenveertigste, nadat hij een vrouw heeft gevonden die met hem wil samenwonen. Zijn beste vriend is Frank Baker, die angst voor Timothy's moeder heeft.

- Phyllis Lumsden (Barbara Lott) is Timothy's manipulatieve moeder. Ze eist de absolute controle over eenieder in haar huishouden en is extreem snobistisch. Haar morele waarden zijn victoriaans en haar culinaire gewoonten stammen uit de tijd van de naoorlogse rantsoenering: alles wat ze Timothy voorschotelt, is volstrekt oneetbaar. Haar enige doel in het leven lijkt erin te bestaan, Timothy voor eeuwig bij haar te houden. Wanneer ze vreest dat haar zoon door haar vingers dreigt te glippen, neemt ze haar toevlucht tot emotionele chantage. Ze deinst er evenmin voor terug haar eigen dood in scène te zetten. Ze geeft Timothy bij tijd en wijle klappen, ook al is hij in de veertig. Haar dochter Muriel behandelt ze meestal als een vreemde indringer en voor haar man Sidney heeft ze geen goed woord over; ze ware destijds veel beter met diens broer getrouwd.

- Sidney Lumsden (William Moore) is Timothy's lijdzame vader. Hij is eigenlijk de slaaf van zijn vrouw en wordt dikwijls naar de garage verbannen wanneer hij iets doet of zegt wat haar niet zint. Zijn enige pleziertje in het leven is het roken van sigaren aan de keukentafel; iedere keer opnieuw komt Phyllis binnen terwijl hij daarmee bezig is, waarop hij zijn sigaar in allerijl in de koffiepot of het brood moet verstoppen. Om te tonen dat hij enig gezag heeft, zegt hij voortdurend 'Language, Timothy!', wanneer hij een uitspraak van Timothy verkeerd begrepen heeft en ten onrechte meent dat zijn zoon iets schunnigs gezegd heeft. Meestal antwoordt Timothy: 'Shut up, father!', waarop Sidney 'Fair enough' zegt. In reeks zes gaat Sidney op vakantie bij zijn broer in Australië; in de tussentijd gooit Phyllis al zijn spullen weg.

- Muriel Lumsden (Marguerite Hardiman), Timothy's zuster, is ongeveer tien jaar jonger dan hij, maar reeds jarenlang getrouwd en het huis uit. Zij doorziet alle plannetjes van Phyllis en waarschuwt haar broer steeds weer opnieuw dat de tijdelijke vriendelijkheid van hun moeder een valstrik is om Timothy in huis te houden. Ze houdt van haar broer, maar ergert zich mateloos aan zijn verlegenheid jegens vrouwen en tracht hem met alle geweld te dwingen op te dagen op de afspraakjes die ze voor hem regelt. Timothy is gesteld op haar en noemt haar Moo; hij is ook wel afgunstig omdat zij zo assertief tegenover moeder is en de moed heeft gehad haar te verlaten. Muriel leeft in voortdurende onmin met Phyllis, die haar dit 'verraad' nooit heeft vergeven.

## Receptie
Sorry! met Ronnie Corbett is door de jaren heen minder bekend gebleven dan sitcoms met zijn komediepartner Ronnie Barker, zoals Porridge en Open All Hours. Desalniettemin vinden sommige critici de serie achteraf beschouwd onderschat, vooral doordat ze een uitgelezen vehikel voor Corbett bood om zijn komisch talent tentoon te spreiden.
De zin Language, Timothy!, te pas en te onpas uitgesproken door Timothy's vader, is in de Engelse taal gemeengoed geworden.

## Wetenswaardigheden
- Ofschoon Corbett in de serie een veertiger speelde, was hij in werkelijkheid reeds in de vijftig; Barbara Lott, die zijn moeder vertolkte, was slechts tien jaar ouder dan Corbett.